# Преступление на почве ненависти (фильм)
«Преступление на почве ненависти» (англ. Hate Crime) — драма 2005 года сценариста и режиссёра Томми Стовэлла.

## Сюжет
Робби Левинсон и Трей МакКой — открытые геи, живущие вместе в загородном доме. Пара планирует провести церемонию обмена кольцами и рассматривает вопрос об усыновлении ребёнка. Внезапно они сталкиваются с нетерпимостью и враждебностью со стороны нового соседа Криса Бойда, сына фундаменталистского проповедника. Однажды вечером Трей не вернулся с вечерней прогулки с собакой. Крис и Робби становятся главными подозреваемыми: Крис ранее привлекался к ответственности за нападение на гомосексуала, а Робби мог быть заинтересован в получении большой страховки после смерти своего партнёра. Но из-за отсутствия улик дело закрывают. Робби и мать Трея проводят собственное расследование и приходят к выводу, что убийцей является пастор Бойд. Они разрабатывают и реализуют опасный план отмщения, и Робби убивает пастора.

## В ролях
| Актёр              | Роль                                |
| ------------------ | ----------------------------------- |
| Сет Петерсон       | Робби Левинсон                      |
| Брюс Дэвисон       | пастор Бойд                         |
| Брайан Смит        | Трей Маккой                         |
| Чед Донелла        | сын пастора Крис Бойд               |
| Синди Пикетт       | мать Трея Барбара МакКой            |
| Сьюзан Блэйкли     | Марта Бойд                          |
| Лин Шэй            | соседка Робби и Трея Кетлин Слански |
| Джанкарло Эспозито | детектив Эспозито                   |

## Критика
Роджер Эберт дал фильму 2,5 звезды, назвав его больше остросюжетным, чем социальным. В своём обзоре Эберт пишет, что картина держит в напряжении и содержит неожиданные повороты сюжета вплоть до самого конца. Он также отметил, что фильм поднимает сложные нравственные вопросы, заставляя зрителя размышлять. Издание «Arizona Republic» пишет, что режиссёр фильма Стовэлл, пожалуй, впервые занёс топор над головой организованной религии.